# Саутпансберг
Саутпансберг (раніше Заутпансберг), що означає «Солоний плоскогір» у африкаанс — гірський хребет на півночі Південної Африки. Він розташований у районі Вхембе, провінція Лімпопо. Названий на честь соляного плато (венда «Thavha ya muno», або «місце солі»), що розташоване на його західному кінці. Хребет доходить до протилежної точки в природному заповіднику Матіква, приблизно на 107 кілометрів на схід. В цілому хребет не мав корінної назви, оскільки був відомий за своїми підланками, до яких належать Дзанані, Сонгозві та інші.
Саутпансберг входить до «Біосферного резерву Вембе», який був визнаний біосферним резервом ЮНЕСКО в 2009 році. Останній резерв також включає гору Блоуберг, Національний парк Крюгер та Культурний ландшафт Мапунгубве.

## Географія
Хребет перетинається двома ущелинами, Вотерпорт на заході, що містить річку Сенд та залізничну лінію, і Вілліс Порт, яка дозволяє дорозі N1 з'‎єднувати міста Луїс Трігардт та Мусіна. Ладжума — найвища вершина хребта з висотою 1 747 метрів (5 732 футів) над рівнем моря. Річка Нжелеле та її притока Мутамба, річка Нванеді та її притока Луфефе, а також річка Левубу та її основні притоки Мутшіндуді та Мутале та річка Летаба беруть початок на схилах гір Саутпансберг. Річка Брак, притока річки Сенд, тече по діагоналі на західному кінці Саутпансберга, відокремлюючи його від Блоубергу далі на захід.

## Історія

### Перші європейці
Першою білою особою, яка досягла гори і дала їй назву, був Конрад де Бейс, колоніст, який втік з міста Грааф-Рейнет після невдалої спроби повстання 1795 року. Він оселився біля хребта в 1820 році і був патріархом напівкастового клану «Буйсфолк» або людей Буйс, який існує у селищі Буйсдорп до сьогодні. Після де Бейса сюди прибув фортрекер Луїс Трігардт, який провів в Саутпансбергу з травня по серпень 1836 року. У листопаді 1836 року Трігардт переселився в місце недалеко від пізнішого міста Схумансдалу і Луїс Трігардт, де він перебував до червня 1837 року. З червня по серпень 1837 року група Трігардта стояла в таборі біля річки Дорінг, на сучасній фермі Дорінг Рівер, після чого вони пішли шукати торговельний шлях до моря.

### Раннє поселення

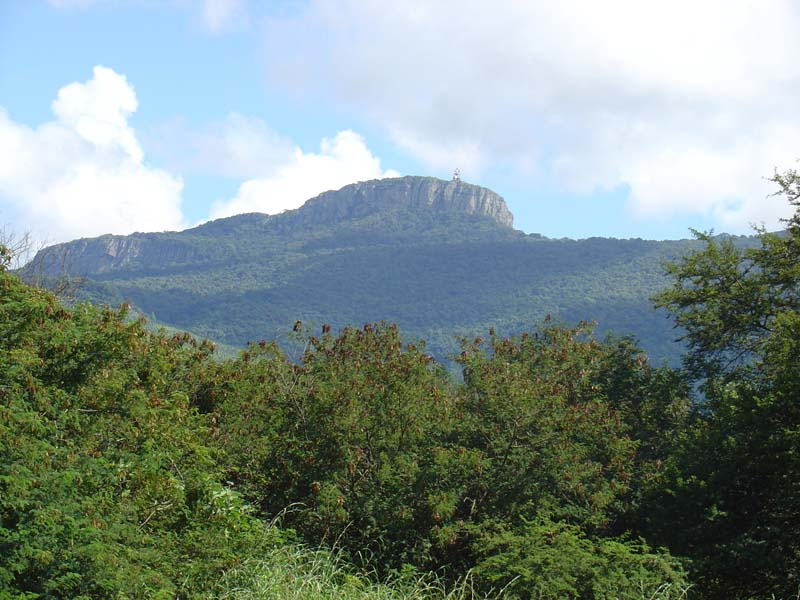
— одна з гір хребта Саутпансберг

Через одинадцять років, у 1848 році, на місці колишнього табору Трігардта було засновано поселення під назвою Заутпансбергдорп. Його заснував Ян Валентин Бота, який очолював фракцію походу Андрієса Потгітера. Потгітер помер у Зоутпансбергдорпі в 1852 році, а незабаром після цього помер і його син. У 1855 році фактичним лідером міста був Стефанус Схуман, який назвав в свою честь зростаюче, хоча й безладне поселення з очеретяними хатинами — Схумансдал. Місто стало успішним центром торгівлі слоновою кісткою до 1855 року, коли його населення становило 200 осіб.
Вендські мисливці постачали фортрекерам слонову кістку, а натомість отримували вогнепальну зброю. Відносини між фортрекерами і венда зіпсувалися через оподаткування, худобу та слабкий контроль над постачанням вогнепальної зброї. Загальний розбрат спалахнув у 1866 році, коли фортрекери втрутилися в суперечку про правонаступництво вендів, і один претендент, Махадо, напав на віддалене поселення фортрекерів. Незважаючи на прибуття підмоги, гірські опорні пункти венди взяти не вдалося. Фортрекери покинули місто 15 липня 1867 року та заснували Пітерсбург (нинішня назва — Полокване).

### Перше місто
У жовтні 1898 р. бури повернулися, щоб відновити контроль над територією. Команда генерала Піта Жубера зайняла стратегічну позицію над річкою Дорінг під час підготовки. У листопаді крааль Мфефу зазнав трьохсторонньої атаки, і його королівське село було підпалено. Клан Мфефу втік через річку Лімпопо до Зімбабве. У 1898 році ферми Рітвлей та Бергвліт були виділені для нового міста, а наступного року було проголошено Трігардтсдорп, названий на честь Луїса Трігардта. Сьогодні місто назване його повним ім'ям — Луїс Трігардт.

## Екологія

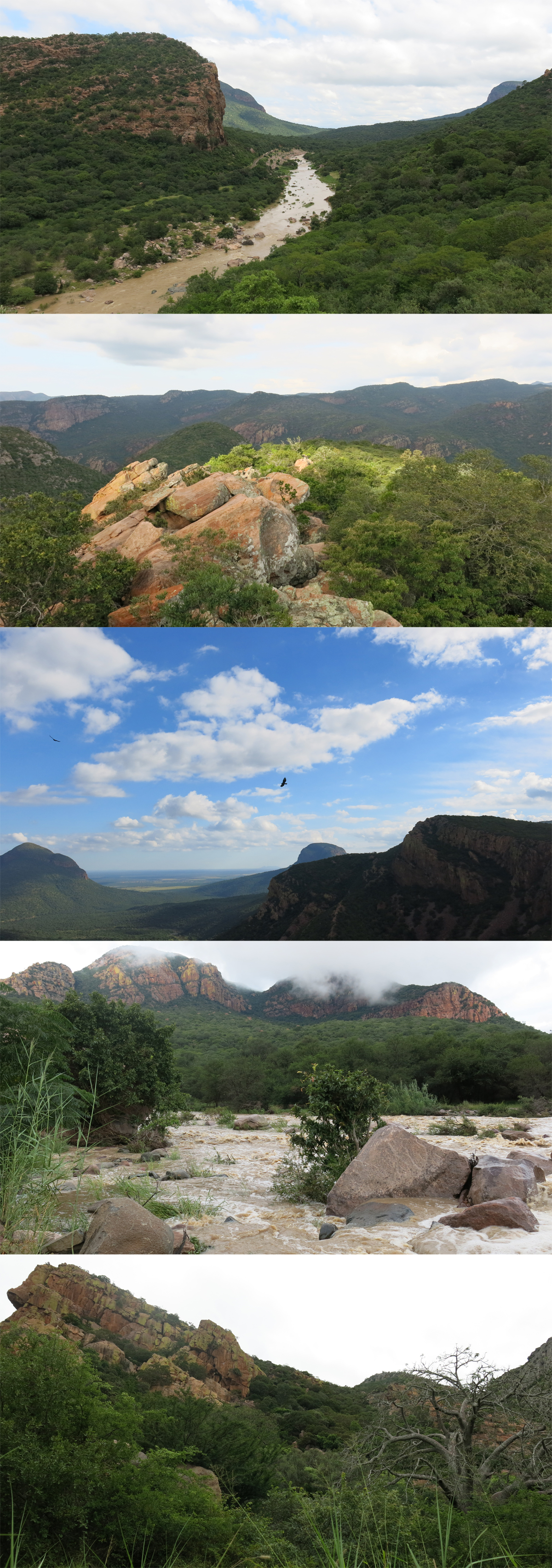
Колаж з пейзажами південного Саутпансберга.

### Різноманіттярослин
Відомо, що в горах зустрічається приблизно від 2500 до 3000 таксонів судинних рослин, що включають 1066 родів і 240 родин. Список видів з ділянок, зроблених у водозбірній зоні Мутсідуді, виявив 109 родин рослин, 397 родів і 619 видів. 24 види рослин є ендемічними для гір, а ще 33 — для біосферного заповідника Вхембе. 594 види дерев є рідними для хребта або його безпосередніх околиць.. Величезне флористичне розмаїття Саутпансберга можна віднести до кількох різних флористичних елементів, що діють на нього, а саме тропічного, прибережного Мозамбіку, низького рівня, афромонтанського, бушвельдського, ватербергського, Калахарі та долини Лімпопо. Приблизно 10 % рослин Сутпансберга можна вважати сукулентами, а 32 % ендемічної флори можна вважати сукулентами.
З ендемічної флори гори Asclepiadaceae з 5 родами та 6 видами демонструє високу родову різноманітність. Алое представляє найвищу видову різноманітність серед місцевих родів з 5 ендемічними видами, а монотипний Zoutpansbergia є єдиним ендемічним родом. Квіткові ендеміки включають Encephalartos hirsutus, Duvalia procumbens, Euphorbia rowlandii, E. aeruginosa, E. zoutpansbergensis, Ceratotheca saxicola, Stapelia clavicorona, Tylophora coddii, Huernia nouhuysii, Aloe Angelica, A. petrophila, A. soutpansbergensis, A. vossii, Combretum vendae , Blepharis spinipes, Mystacidium braybonae, Justicia montis-salinarum, Khadia borealis, Orbeanthus conjunctus, Streptocarpus parviflorus subsp. soutpansbergensis, Searsia magalismontana subsp. coddii, Vangueria soutpansbergensis і Pavetta tschikonderi.
Тропічний флористичний елемент, який досягає свого південного поширення в межах Саутпансберга, включає види Brackenridgea zanguebarica, Millettia stuhlmannii, Oxytenanthera abyssinica, Trilepisium madagascariense, Brachystegia utilis-torrei (асимільований у домінантний геном B. spiciformis) і Syzygium masukuense. Ці види пов'язані не з центральним зімбабвійським флористичним елементом Міомбо, а скоріше з флористичним елементом Східного нагір'я, і особливо його передгір'ям.

### Різноманітністьрептилій
Загалом у Саутпансберзі зареєстровано щонайменше 116 видів рептилій. Це біорізноманіття є надзвичайно високим для такої невеликої території і становить 36 % від загальної кількості видів рептилій, які були зареєстровані в Південній Африці. Це приблизно така ж кількість видів (119), які зустрічаються в національному парку Крюгера. Різноманіття є високим порівняно з гарячими точками біорізноманіття світу, а видове різноманіття на одиницю площі вище, ніж у більшості цих гарячих точок. Сутпансбергська скеляста ящірка, сутпансберзька ящірка-червяк, сутпансбергський карликовий гекон і сутпансбергська плоска ящірка — усі ендеміки й названі на честь цього ареалу.

### Безхребетні
Саутпансберг відомий високим рівнем ендемізму фауни безхребетних.

### Захист

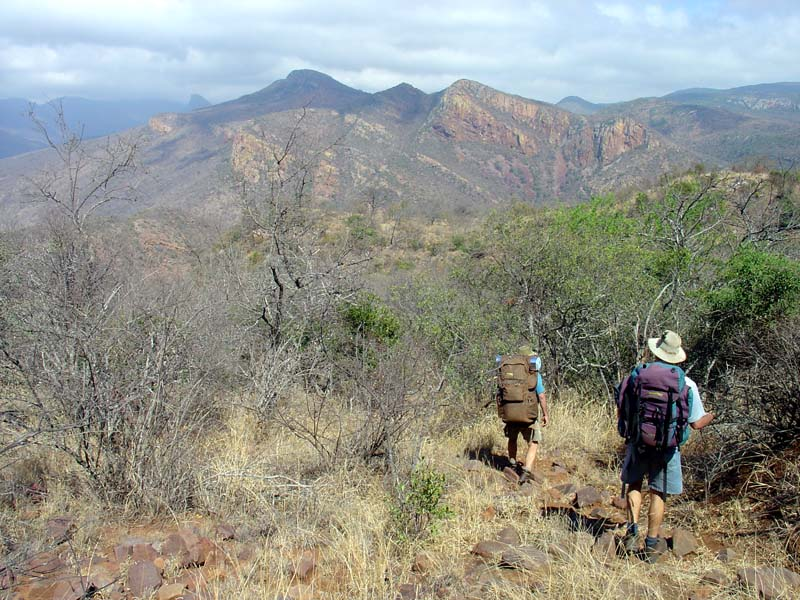
Туристи в центрі Саутпансбергу

У сучасному світі відкрита природа зазнає значного тиску внаслідок діяльності людини. Експлуатація природних ресурсів, посягання людини на недоторкані землі через розширення територій проживання, браконьєрство та загальне забруднення — все це певним чином впливає на Саутпансберг. На даний момент гори є об'єктом Всесвітньої спадщини і є частиною біосферного заповідника Вхембе.

## Галерея
Organisms endemic to the Soutpansberg

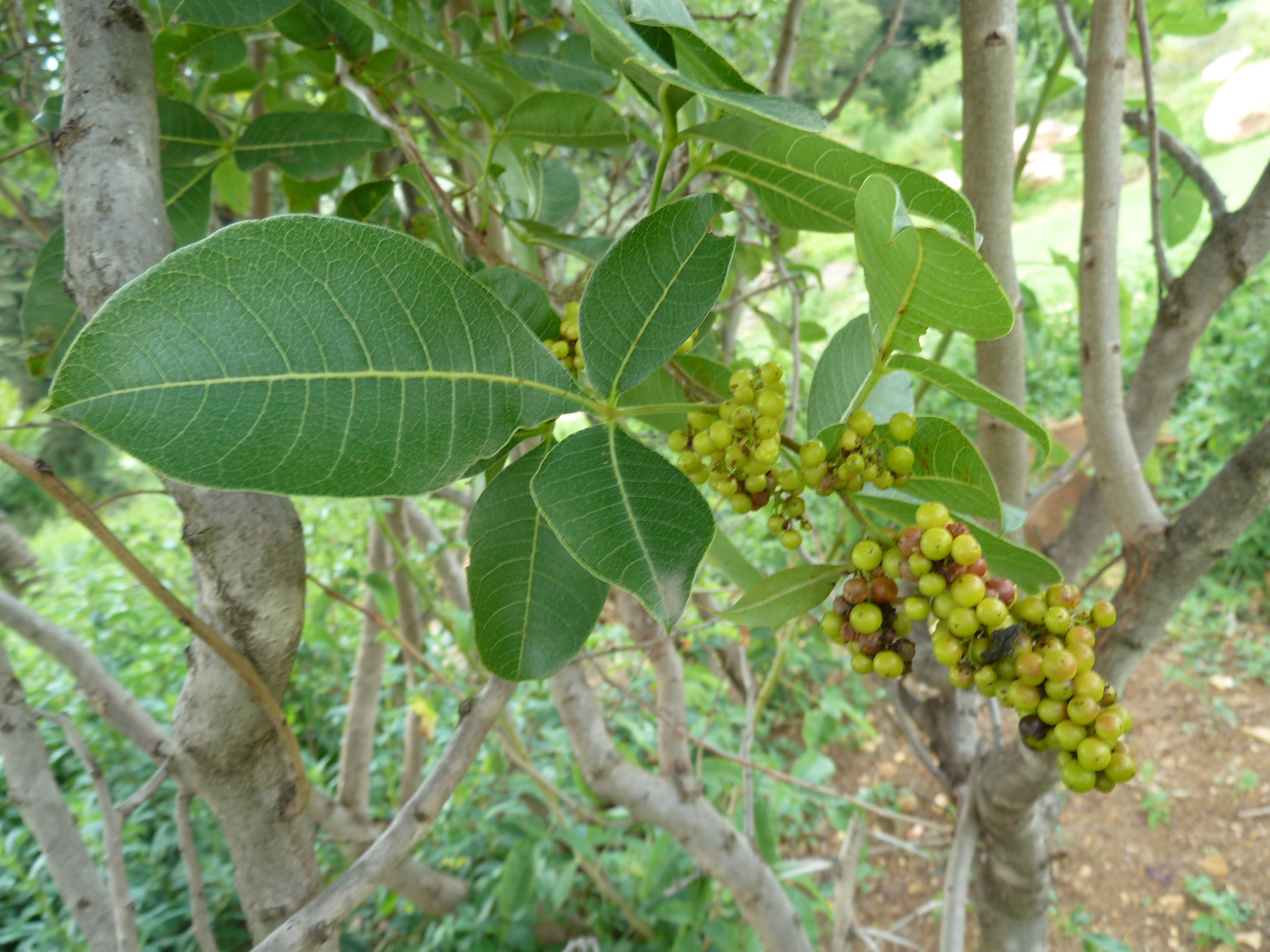
Searsia magalismontana subsp. coddii
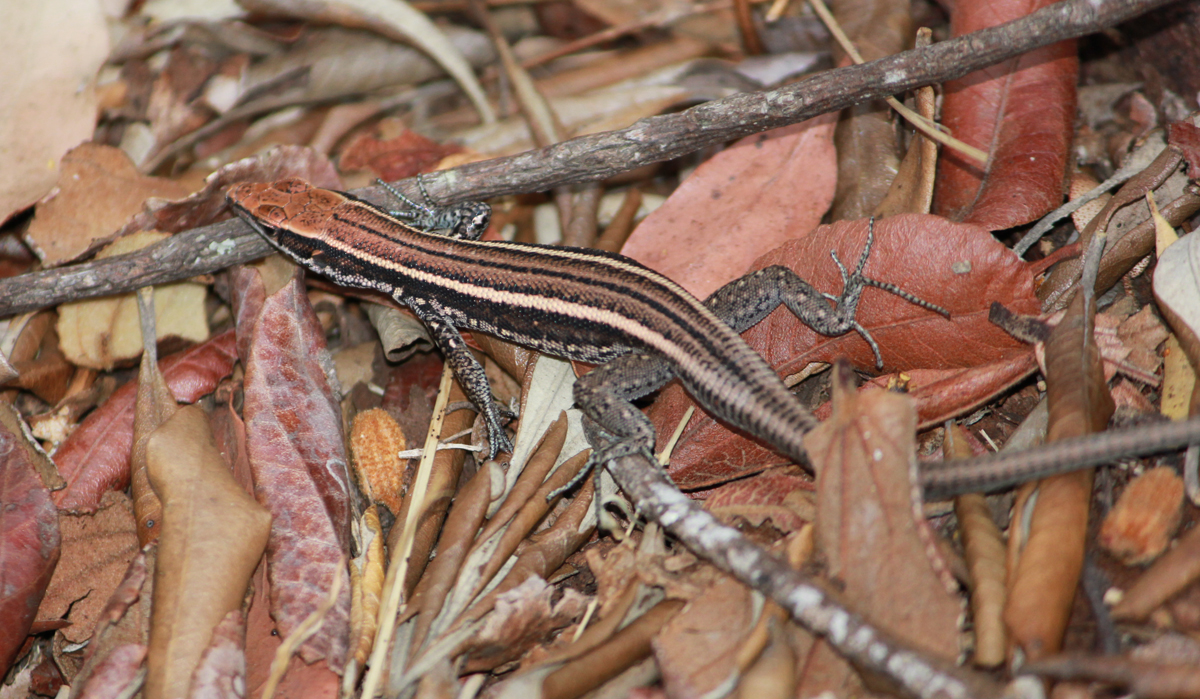
Саутпансбергська скельна ящірка, Vhembelacerta rupicola
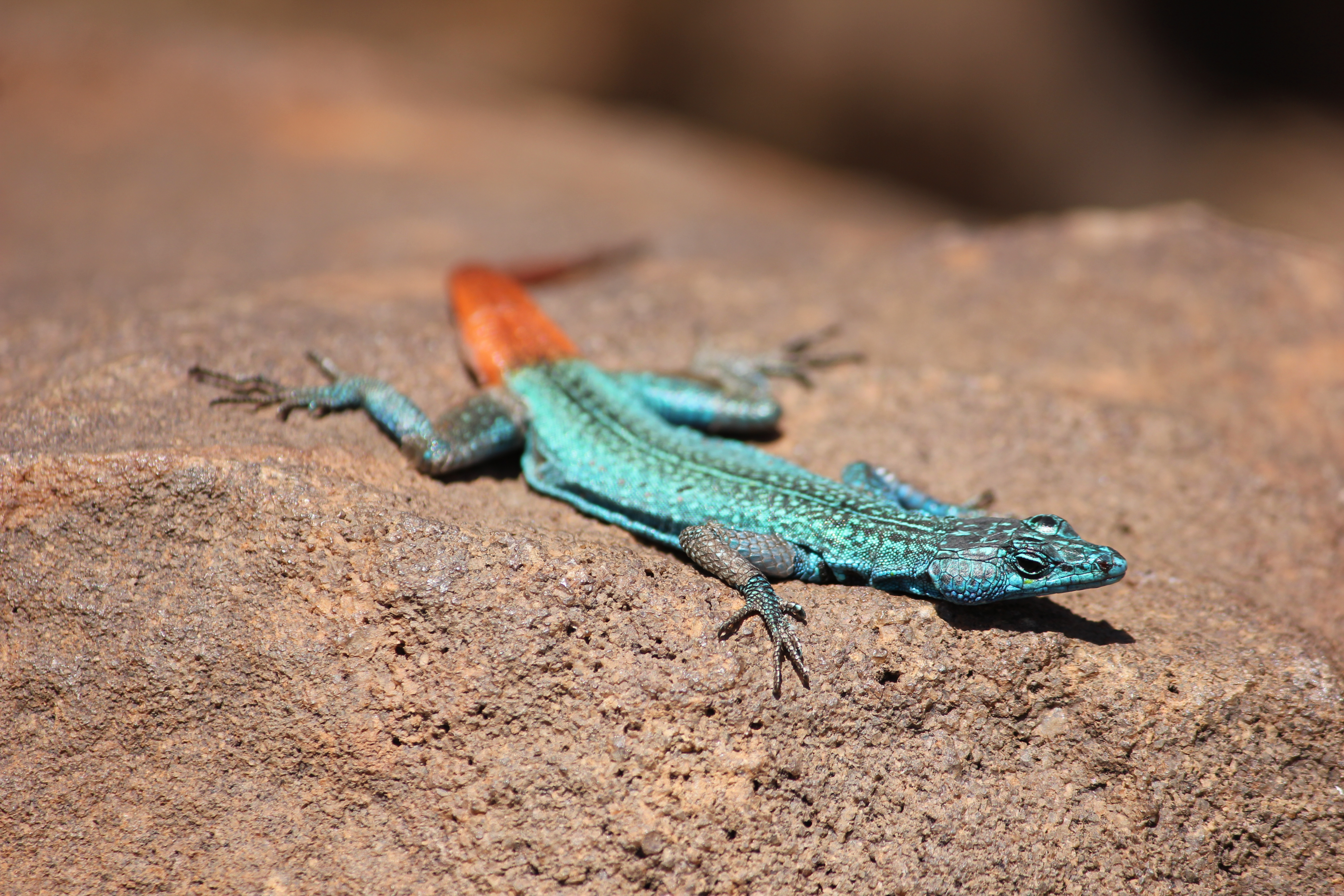
Самець Саутпансбергської плоскої ящірки, Platysaurus relictus
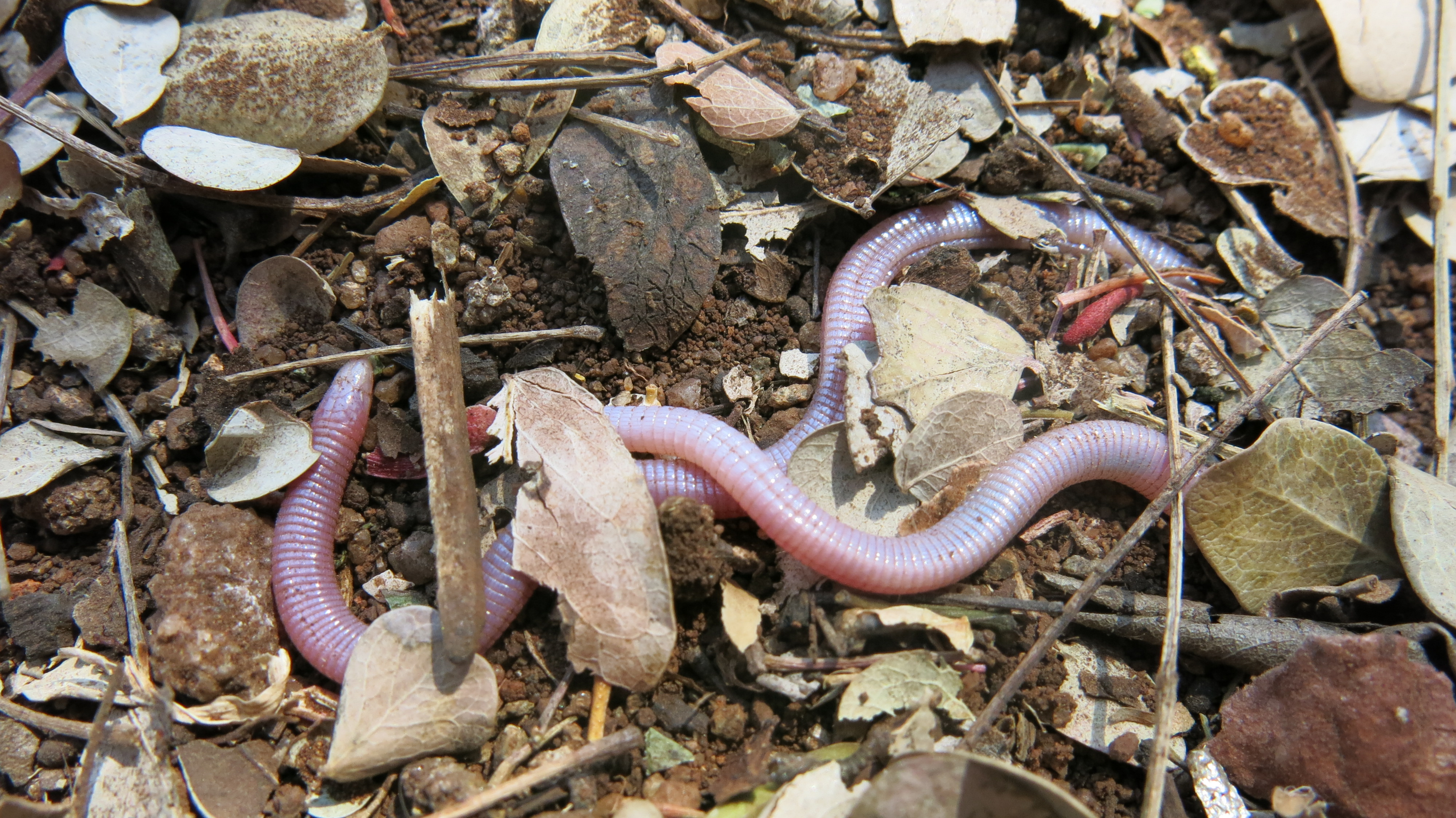
Ендемічна Саутпансбергська черв'якова ящірка, Chirindia langi subsp. occidentalis
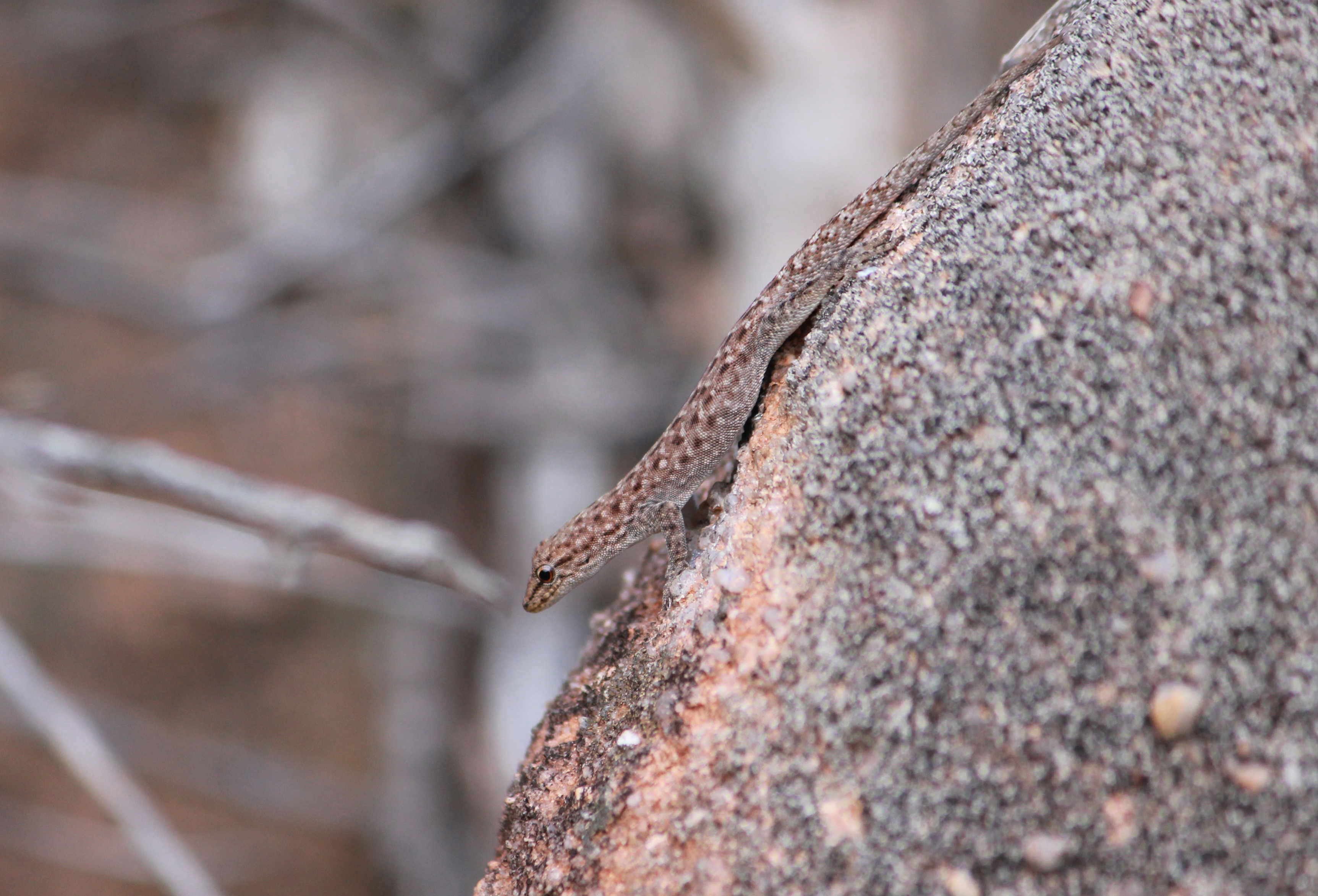
Lygodactylus ocellatus soutpansbergensis, гекон, ендемік Саутпансберга
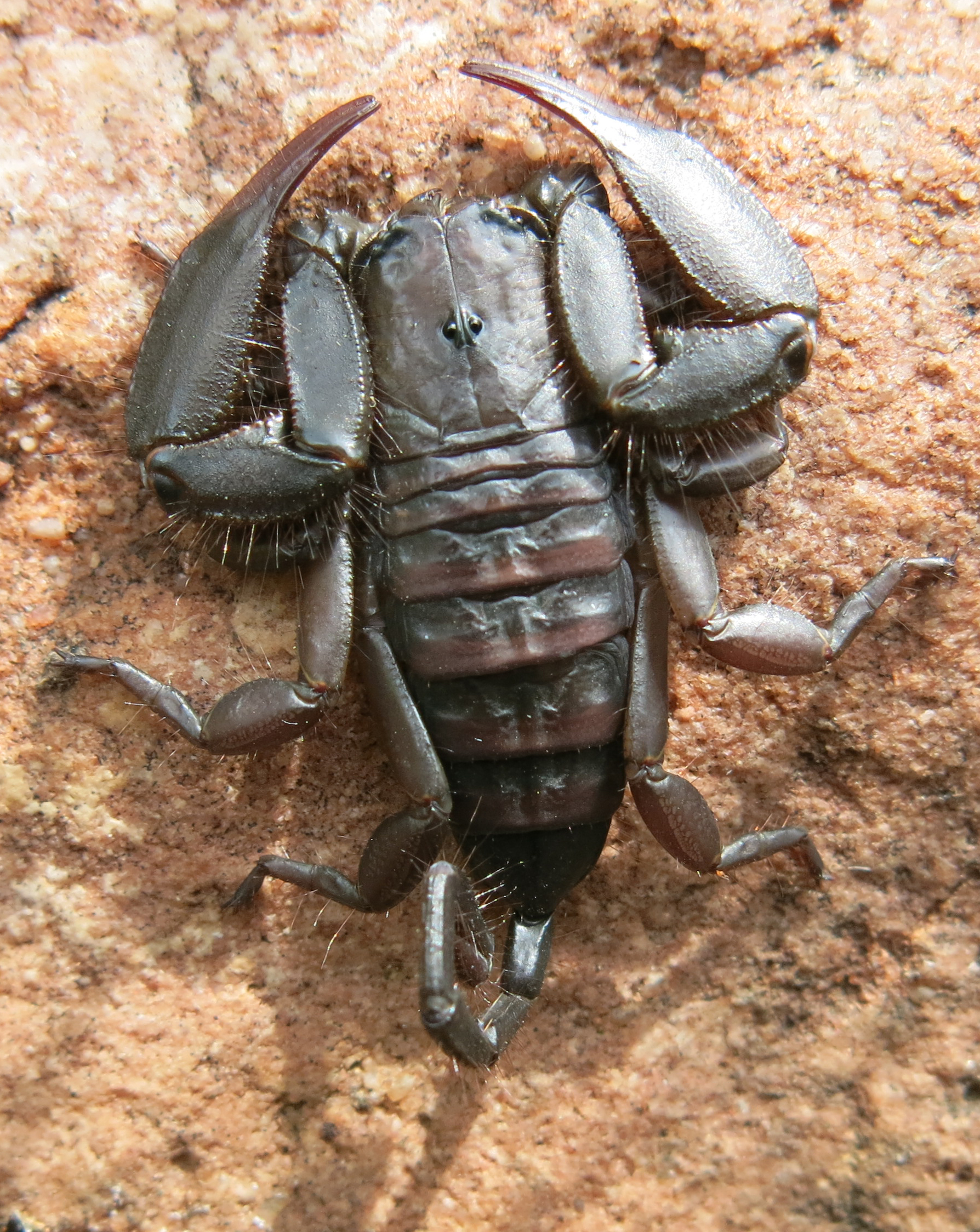
Hadogenes soutpansbergensis, скорпіон, ендемічний для Саутпансберга
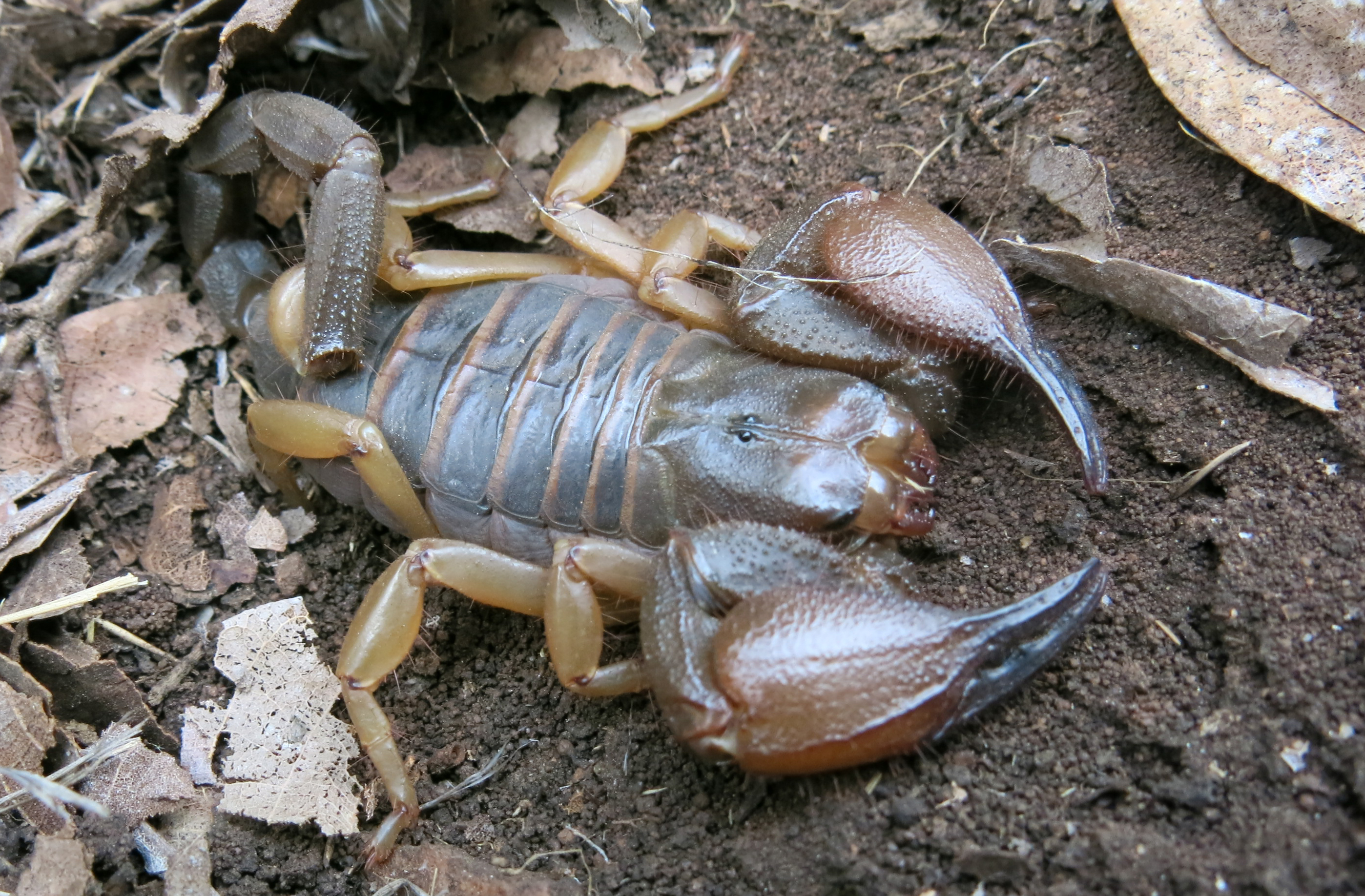
Opistophthalmus lawrencei,  ендемічний для Саутпансберга
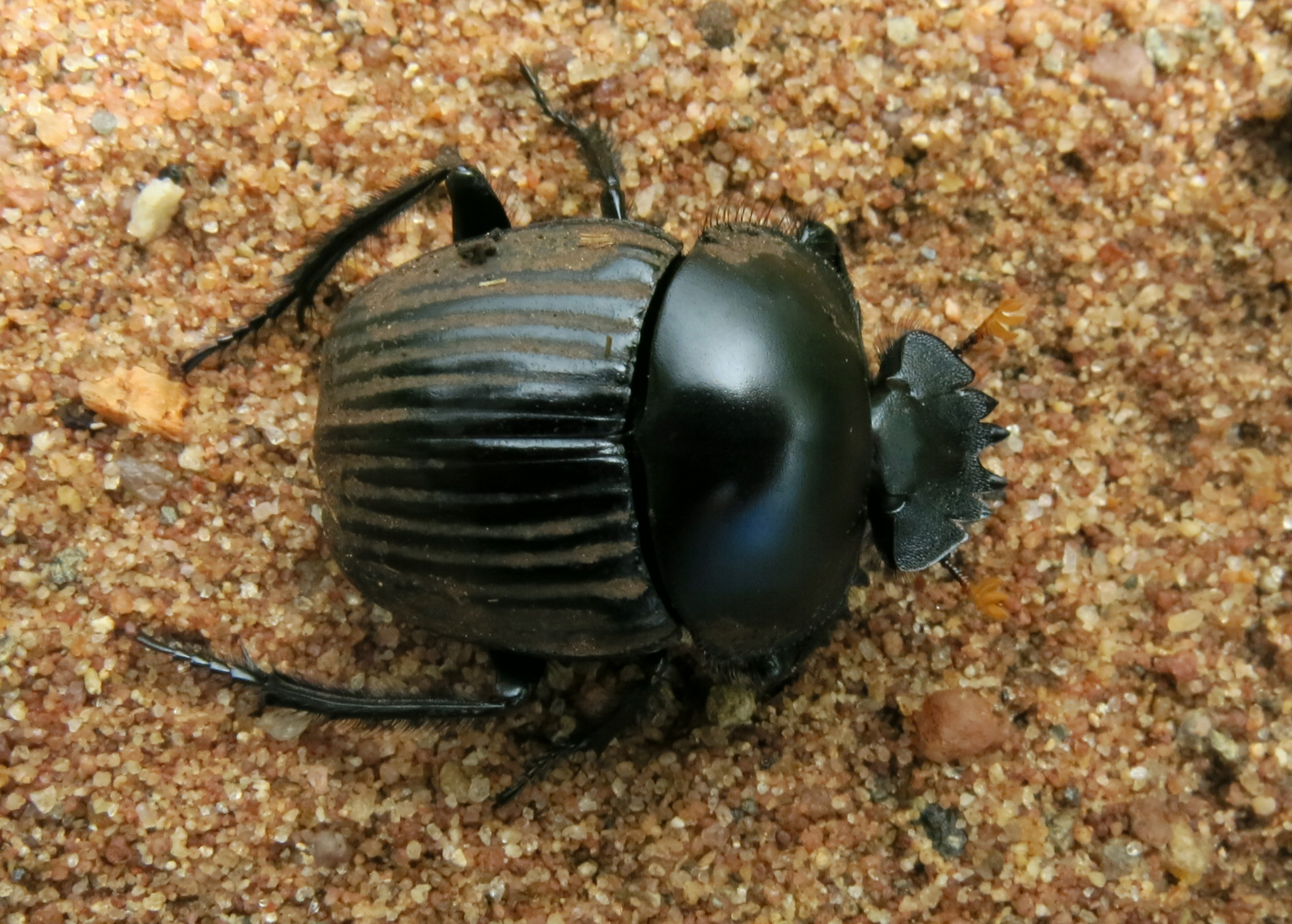
Саутпансбергський гнойовий жук, Scarabaeus schulzeae,